# Strongylosoma nigrovirgatum
Strongylosoma nigrovirgatum är en mångfotingart som beskrevs av Carl 1902. Strongylosoma nigrovirgatum ingår i släktet Strongylosoma och familjen orangeridubbelfotingar. Inga underarter finns listade i Catalogue of Life.